# Роджерсвілл (парафія, Нью-Брансвік)
Роджерсвілл (англ. Rogersville) — парафія в Канаді, у провінції Нью-Брансвік, у складі графства Нортамберленд.

## Населення
За даними перепису 2016 року, парафія нараховувала 1102 особи, показавши скорочення на 9,2%, порівняно з 2011-м роком. Середня густина населення становила 3,4 осіб/км².
З офіційних мов обидвома одночасно володіли 905 жителів, тільки англійською — 105, тільки французькою — 90. Усього 10 осіб вважали рідною мовою не одну з офіційних.
Працездатне населення становило 57,1% усього населення, рівень безробіття — 21,6% (26,2% серед чоловіків та 15,1% серед жінок). 96,6% осіб були найманими працівниками, а 3,4% — самозайнятими.
Середній дохід на особу становив $30 783 (медіана $26 795), при цьому для чоловіків — $36 470, а для жінок $24 204 (медіани — $32 235 та $21 344 відповідно).
22,8% мешканців мали закінчену шкільну освіту, не мали закінченої шкільної освіти — 46,5%, 31,2% мали післяшкільну освіту, з яких 4,8% мали диплом бакалавра, або вищий.
| Статево-вікова структура населення | Статево-вікова структура населення | Статево-вікова структура населення | Статево-вікова структура населення | Статево-вікова структура населення |
| ---------------------------------- | ---------------------------------- | ---------------------------------- | ---------------------------------- | ---------------------------------- |
|                                    |                                    |                                    |                                    |                                    |
| Всього                             | Всього                             | 52,3%47,7%                         |                                    |                                    |
| 0 — 14 років                       | 0 — 14 років                       |                                    | 10,5%                              | 10,5%                              |
| 15 — 64 років                      | 15 — 64 років                      |                                    | 69,1%                              | 69,1%                              |
| 65 і більше                        | 65 і більше                        |                                    | 20,5%                              | 20,5%                              |
| 85 і більше                        | 85 і більше                        |                                    | 1,8%                               | 1,8%                               |
| Середній вік (років)               | Середній вік (років)               | 48,346,6                           | 47,5                               | 47,5                               |
| Медіана (років)                    | Медіана (років)                    | 53,852,4                           | 53,3                               | 53,3                               |
| — чоловіки — жінки                 |                                    |                                    |                                    |                                    |

| Походження мешканців:     | Походження мешканців:     | Походження мешканців: | Походження мешканців: | Походження мешканців: |
| ------------------------- | ------------------------- | --------------------- | --------------------- | --------------------- |
| Походження                |                           |                       | осіб                  | %                     |
| Корінні американці        | Корінні американці        |                       | 55                    | 5%                    |
| Інше північноамериканське | Інше північноамериканське |                       | 910                   | 82.73%                |
| Європейське               | Європейське               |                       | 510                   | 46.36%                |
| британське                | британське                |                       | 170                   | 15.45%                |
| французьке                | французьке                |                       | 415                   | 37.73%                |
| Латинськоамериканське     | Латинськоамериканське     |                       | 10                    | 0.91%                 |

| Зайнятість населення за галузями (за класифікацією NOC): | Зайнятість населення за галузями (за класифікацією NOC): | Зайнятість населення за галузями (за класифікацією NOC): | Зайнятість населення за галузями (за класифікацією NOC): | Зайнятість населення за галузями (за класифікацією NOC): |
| -------------------------------------------------------- | -------------------------------------------------------- | -------------------------------------------------------- | -------------------------------------------------------- | -------------------------------------------------------- |
|                                                          |                                                          |                                                          |                                                          |                                                          |
| Управління                                               | Управління                                               |                                                          | 4,3%                                                     | 4,3%                                                     |
| Бізнес, фінанси та адміністрування                       | Бізнес, фінанси та адміністрування                       |                                                          | 10,3%                                                    | 10,3%                                                    |
| Природничі та прикладні науки                            | Природничі та прикладні науки                            |                                                          | 3,4%                                                     | 3,4%                                                     |
| Охорона здоров'я                                         | Охорона здоров'я                                         |                                                          | 8,6%                                                     | 8,6%                                                     |
| Освіта, правозахист, муніципальні та урядові служби      | Освіта, правозахист, муніципальні та урядові служби      |                                                          | 5,2%                                                     | 5,2%                                                     |
| Роздрібна торгівля та послуги                            | Роздрібна торгівля та послуги                            |                                                          | 20,7%                                                    | 20,7%                                                    |
| Гуртова торгівля, транспорт та обладнання                | Гуртова торгівля, транспорт та обладнання                |                                                          | 23,3%                                                    | 23,3%                                                    |
| Природні ресурси, сільське господарство                  | Природні ресурси, сільське господарство                  |                                                          | 18,1%                                                    | 18,1%                                                    |
| Виробництво                                              | Виробництво                                              |                                                          | 4,3%                                                     | 4,3%                                                     |

## Клімат
Середня річна температура становить 4,6°C, середня максимальна – 23,3°C, а середня мінімальна – -17,2°C. Середня річна кількість опадів – 1 138 мм.
| Клімат поселення                              | Клімат поселення | Клімат поселення | Клімат поселення | Клімат поселення | Клімат поселення | Клімат поселення | Клімат поселення | Клімат поселення | Клімат поселення | Клімат поселення | Клімат поселення | Клімат поселення | Клімат поселення |
| Показник                                      | Січ.             | Лют.             | Бер.             | Квіт.            | Трав.            | Черв.            | Лип.             | Серп.            | Вер.             | Жовт.            | Лист.            | Груд.            |                  |
| Середній максимум, °C                         | −4,14            | −2,7             | 2,98             | 9,21             | 16,16            | 21,87            | 23,28            | 22,34            | 17,42            | 11,38            | 5,29             | −2,35            |                  |
| Середня температура, °C                       | −10,64           | −9,2             | −3,53            | 2,70             | 9,65             | 15,36            | 18,95            | 17,99            | 13,09            | 7,04             | 0,98             | −6,7             |                  |
| Середній мінімум, °C                          | −17,15           | −15,71           | −10,03           | −3,81            | 3,14             | 8,85             | 14,60            | 13,68            | 8,78             | 2,70             | −3,36            | −11,01           |                  |
| Норма опадів, мм                              | 100              | 77               | 95               | 89               | 103              | 90               | 105              | 90               | 88               | 98               | 104              | 99               |                  |
| Середньомісячна швидкість вітру, м/с          | 3.84             | 3.80             | 4.00             | 3.88             | 3.54             | 3.10             | 2.80             | 2.71             | 2.98             | 3.36             | 3.58             | 3.80             |                  |
| Середньомісячна сонячна радіація, кДж/м²·день | 5227             | 8603             | 12333            | 15289            | 18225            | 20218            | 19898            | 17444            | 12981            | 8151             | 4815             | 3952             |                  |
| --------------------------------------------- | ---------------- | ---------------- | ---------------- | ---------------- | ---------------- | ---------------- | ---------------- | ---------------- | ---------------- | ---------------- | ---------------- | ---------------- | ---------------- |
| Джерело:                                      |                  |                  |                  |                  |                  |                  |                  |                  |                  |                  |                  |                  |                  |